# Xoridesopus sulawensis
Xoridesopus sulawensis är en stekelart som beskrevs av Gupta 1983. Xoridesopus sulawensis ingår i släktet Xoridesopus och familjen brokparasitsteklar. Inga underarter finns listade i Catalogue of Life.